# Stachytarpheta violacea
Stachytarpheta violacea là một loài thực vật có hoa trong họ Cỏ roi ngựa. Loài này được Miranda miêu tả khoa học đầu tiên năm 1944.